# Boynes
Boynes är en kommun i departementet Loiret i regionen Centre-Val de Loire strax norr Frankrikes mitt. Kommunen ligger i kantonen Pithiviers som tillhör arrondissementet Pithiviers. År 2022 hade Boynes 1 323 invånare.

## Befolkningsutveckling
Antalet invånare i kommunen Boynes
| Referens: INSEE |